# NGC 1028
NGC 1028 é uma galáxia espiral barrada (SBc) localizada na direcção da constelação de Aries. Possui uma declinação de +10° 50' 36" e uma ascensão recta de 2 horas, 39 minutos e 37,1 segundos.
A galáxia NGC 1028 foi descoberta em 1 de Outubro de 1864 por Albert Marth.